# Prosjački redovi
Prosjački redovi su crkveni redovi nastali u vremenu razvijenoga i kasnoga srednjeg vijeka, počevši od 13. st. Za razliku od dotad postojećih redova u Katoličkoj crkvi, naglasak su stavljali na usmjerenost prema široj društvenoj zajednici i na život u siromaštvu i odricanju, umjesto stvaranja materijalnih dobara i zatvaranja u izolirane samostanske zajednice.

## Franjevci i dominikanci
Od prosjačkih redova koji su nastali u tome razdoblju, najpoznatiji i najvažniji su Red manje braće i Red braće propovjednika, poznati kao franjevci i dominikanci. Prozvani su tako po svojim utemeljiteljima, sv. Franji Asiškomu i sv. Dominiku Guzmanu. Ta su dvojica velikih svetaca znala prepoznati "znakove vremena", shvativši izazove s kojima se je Crkva njihova doba suočila.

## Pauperistički pokreti
Prvi je izazov predstavljalo širenje raznih vjerničkih skupina i pokreta koji su, premda nadahnuti legitimnom željom za istinskim kršćanskim životom, često izlazili iz krila crkvene zajednice. Oni su bili sušta suprotnost bogatoj i uglednoj Crkvi, koja se je razvila upravo procvatom monaštva. Takvoj se je Crkvi opiralo shvaćanje da je Krist došao na zemlju siromašan i da bi prava Crkva morala biti upravo Crkva siromašnih. Želja za istinskom kršćanskom autentičnošću opirala se je tako stvarnosti Crkve kakvu se je moglo u to doba vidjeti. Riječ je o takozvanim srednjovjekovnim pauperističkim (prosjačkim) pokretima. Oni su se žestoko protivili načinu života svećenika i redovnika tog doba, optužujući ih da su izdali evanđelje i da ne prakticiraju siromaštvo poput prvih kršćana te da su biskupskoj službi suprotstavili vlastitu "paralelnu hijerarhiju". Osim toga, da bi opravdali vlastita opredjeljenja, širili su učenja nespojiva s katoličkom vjerom. Naprimjer pokreti katara ili albižana širili su krivovjerja, poput obezvrjeđivanja i prezira materijalnog svijeta. Protivljenje bogatstvu ubrzo se je pretvorilo u protivljenje materijalnoj stvarnosti kao takvoj, nijekanje slobodne volje, kao i u dualizam, to jest vjerovanje u postojanje jednoga drugog, zlog počela, koje se je poistovjećivalo s Bogom. Ti su pokreti polučili uspjeh, osobito u Francuskoj i Italiji, ne samo zbog čvrste organizacije, već također zato što su prokazivali stvaran nered u Crkvi, prouzročen nimalo uzornim vladanjem raznih predstavnika klera.

## Evanđeosko siromaštvo
Franjevci i dominikanci, tragom svojih utemeljitelja, pokazali su, naprotiv, da je moguće živjeti evanđeosko siromaštvo bez raskida zajedništva s Crkvom. Jednim potpuno novim izborom u povijesti posvećenoga života članovi tih redova ne samo da su se odricali posjedovanja osobnih dobara, kao što su to još od davnine činili monasi, već se isto tako nisu htjeli navezivati na zemaljska dobra i nepokretna dobra. Htjeli su tako svjedočiti život u krajnjoj skromnosti, da bi bili solidarni sa siromašnima i uzdali se samo u Providnost, živjeli svaki dan od Providnosti, od pouzdana predanja u Božje ruke. Taj osoban i zajednički stil prosjačkih redova, povezan s potpunim prianjanjem uz učenje Crkve i njezin autoritet, veoma su cijenili pape tog doba, poput Inocenta III. i Honorija III.

## Navještaj vjere
Franjevci i dominikanci bili su svjedoci, ali i učitelji. Naime druga potreba koja je bila raširena u njihovo doba bila je poučavanje u vjeri. Brojni su vjernici, koji su živjeli u gradovima, koji su se sve više širili, željeli prakticirati duhovno intenzivan vjerski život. Prosjački su redovi znali uspješno izaći ususret također toj potrebi: naviještanje evanđelja u jednostavnosti i u njegovoj dubini bio je možda čak i glavni cilj tog pokreta. S velikim su se naime žarom posvetili propovijedanju. U svojim su propovijedima obrađivali teme bliske narodu, služeći se konkretnim, lako shvatljivim primjerima. 
Važnost prosjačkih redova u srednjem vijeku je bila tako velika da su se svjetovne ustanove, poput radničkih udruženja, starih korporacija i samih građanskih vlasti, često utjecale duhovnomu savjetu pripadnika tih redova pri sastavljanju svojih pravila, a katkad i za rješavanje unutarnjih i vanjskih sukoba. Franjevci i dominikanci su postali duhovni vođe u srednjovjekovnom svijetu. 
S velikom su pronicljivošću provodili u djelo pastoralnu strategiju prilagođenu društvenim promjenama. Budući da je bilo mnogo onih koji su se selili iz sela u grad, podizali su svoje samostane ne više u ruralnim već u urbanim sredinama. Osim toga u vršenju svojega dušobrižničkog djelovanja bili su prisiljeni seliti se prema pastoralnim potrebama. S jednim drugim, potpuno novim izborom prosjački su redovi napustili načelo stalnog boravišta, uvriježeno u drevnom monaštvu. Slijedom toga njihov je unutarnji ustroj bio drukčiji od onoga kojeg je imala većina monaških redova. Namjesto tradicionalne autonomije koju je uživao svaki samostan, oni su veću važnost pridali redu u cjelini te glavnomu poglavaru, kao i ustroju provincija. Tako su pripadnici prosjačkih redova bili u većoj mjeri raspoloživi za potrebe opće Crkve. Ta je fleksibilnost omogućila slanje misionara u točno određene misije te su prosjački redovi stigli u Sjevernu Afriku, na Bliski istok i u Sjevernu Europu. S tom fleksibilnošću obnovljen je misijski dinamizam.

## Razvoj kršćanske misli
Velik izazov predstavljale su i ondašnje kulturne promjene. Na učilištima su se vodile žive rasprave oko nekih novih pitanja. Manja braća i propovjednici nisu se ustručavali prionuti i toj zadaći te su, kao studenti i profesori, ušli u najpoznatija sveučilišta tog doba, osnivali učilišta, iznjedrili vrijedne tekstove, osnovali nove filozofske škole, bili protagonisti skolastičke teologije u njezinu najboljem razdoblju te imali znatan utjecaj na razvoj misli. Najveći kršćanski filozofi, sveti Toma Akvinski i sveti Bonaventura, pripadali su prosjačkim redovima, radeći upravo s tom snagom nove evangelizacije, koja je obnovila također hrabrost misli, dijalog između razuma i vjere. 

## Karmelićani
U prosjačke redove ubrajamo također i karmelićane. Njima je također bitno evanđeosko siromaštvo, služenje kršćanskoj zajednici naviještanjem evanđelja i drugim oblicima rada te nastojanje da žive dubokim duhovnim životom. Karmelićani nastoje da im molitva bude izvor cjelokupnoga njihovog djelovanja.